# Psilogramma discistriga
Psilogramma discistriga är en fjärilsart som beskrevs av Walker 1856. Psilogramma discistriga ingår i släktet Psilogramma, och familjen svärmare. Inga underarter finns listade.